# Harvard cooler
L'Harvard cooler è un cocktail creato nel 1930 da un tutor dell'Harvard University per i suoi studenti.

## Composizione
- 5 o 6 centilitri di calvados
- Mezzo cucchiaino di zucchero
- Ginger ale

## Preparazione
Si prepara direttamente in un bicchiere tipo tumbler. Si pone nel bicchiere una scorza di limone tagliata a spirale, si aggiunge lo zucchero ed il ginger ale e si mescolano gli ingredienti. Successivamente si riempie il bicchiere con ghiaccio in cubetti e si completa aggiungendo il calvados ed ancora un poco di ginger ale. Si serve decorato con una fetta d'arancia sul bordo del bicchiere.